# Bartow (Vorpommern)
Bartow  ist eine Gemeinde im Nordosten des Landkreises Mecklenburgische Seenplatte. Die Gemeinde liegt südlich von Jarmen. Bis zum 1. Januar 2004 war die Gemeinde Teil des Amtes Tollensetal und ist seitdem Teil des Amtes Treptower Tollensewinkel mit Sitz in Altentreptow.

## Geografie und Verkehr
Bartow liegt ca. zehn Kilometer südlich von Jarmen. Durch den Westen der Gemeinde fließt die Tollense. Hier ist auch die Mündung des Großen Landgrabens.
Die A 20 führt durch das Gemeindegebiet. Sie ist über den Anschluss Anklam zu erreichen. Bei Breest verläuft die Bundesstraße 199, die Landesstraße 35 (ehemals Bundesstraße 96) durch die Ortsteile Groß Below und Klempenow.

## Ortsteile
| - Bartow (Kern) - Bittersberg - Breest | - Groß Below - Klempenow - Pritzenow |

## Geschichte
Bartow
Bartow wurde erstmals 1277 als Bertekowe in einer Urkunde des Herzogs Barnim I. von Pommern erwähnt. Darin erlaubte dieser dem Johann Thuring, der von den Rittern Heidenreich und Gerhard von Heydebreck zehn Hufen beim Dorf gekauft hatte, diese Ländereien einem Kloster seiner Wahl zu schenken. Ein Teil des Dorfes gelangte damit in den Besitz des Klosters Stolpe. Die Heydebrecks besaßen weiterhin einen Anteil von zwei Bauernhöfen an Bartow, der später an einen Zweig der Familie von Schwerin überging. Einen weiteren Bauernhof besaß die auf Daberkow sitzende Familie von Blücher. Dieser wurde 1738 an die Familie von Linden verkauft und gelangte später an die Familie von Netzow.
Der klösterliche Anteil des Ortes wurde nach der Einführung der Reformation in Pommern im Zuge der Säkularisation der Klostergüter dem herzoglichen Amt Klempenow zugeordnet. Nach dem Übergang Altvorpommerns von Schwedisch-Pommern an Preußen gehörte der landesherrliche Teil von Bartow zum Domänenamt Klempenow. Um 1865 lebten im landesherrlichen Teil 546 und im ritterschaftlichen Teil 89 Einwohner.
Von 1897 bis 1945 verlief die Bahnstrecke der Demminer Kleinbahnen Ost durch Bartow. Die örtliche Genossenschaftsmolkerei hatte einen eigenen Anschluss.
Zum 9. Juni 2024 wurde Breest nach Bartow eingemeindet.
Groß Below
Das Gut Groß Below war bis 1791 Domäne und wurde dann an den Oberamtmann Fleischmann für dessen Schwiegersohn von Winterfeld verkauft. In der ersten Hälfte des 19. Jahrhunderts gelangte der Besitz in die Familie von Heyden, schließlich zuletzt an den Landrat des Kreises Anklam und Oberregierungsrat Hans von Rosenstiel (1871–1955), durch Heirat der Gertrud von Heyden-Groß Below, sie blieb aber nominell die Eigentümerin. Der älteste Sohn, der Landwirt Gerd von Rosenstiel und dessen vier Töchter, sind in Groß Below geboren, die anderen fünf Kinder in Anklam. Diese Familie verblieb bis 1945 im Besitz des Gutes. Die von Heyden bauten schon 1855 das Gutshaus und erweiterten den Park. Diese Investitionen sind zeitlich dem sehr einflussreichen Karl von Heyden (1822–1888) zuzuschreiben. Er war der höchste pommersche Ritterschaftsrat seiner Zeit mit der Ehrentitulatur eine Landschaftsrates und Rechtsritter des Johanniterordens. Sein Erbe war dann der Jurist Adolf von Heyden, Vater der genannten Gertrud von Rosenstiel.
Im Jahre 1862 hatte Groß Below 169 Einwohner. Das Gutshaus brannte 1945 ab.
Pritzenow
Pritzenow war ebenso ein altes Gutsdorf. Im Jahre 1419 fand ein Hinrich (v.) Gantzkow zu Pritzenow in alten Schriften als Zeuge Erwähnung. Und einst hatten die alten Familien der von Behr und von Blücher zu mindestens anteilig Besitzungen im Ort. Namhafte Vertreter dieses alten aus Mecklenburg stammenden Adelsgeschlechts sind Anfang des 15. Jahrhunderts Hans von Blücher-Daberkow und seine Söhne Ewald und Venz, gefolgt vom Enkel Ulrich von Blücher. Auch dessen Sohn Vincenz (Venz) führt als Besitz zuerst immer Daberkow auf, Pritzenow war also ein Nebengut und nicht der Hauptwohnsitz der Herrschaft. Auch die Nachfolger als Gutsherr machten größtenteils eine Militärkarriere. Der Begüterung hatte immer den Status eines klassischen Rittergutes, dessen Größe vor der Bodenreform etwa 625 ha umfasste. Letzter Gutsbesitzer war der Rittmeister d. R. a. D. Ludwig Hennig. Er war zugleich Generallandschaftsrat und damit der höchste Beamte für die Zuständigkeit des Kreditwesens für große landwirtschaftliche Betriebe im damaligen Pommern.

## Wappen, Flagge, Dienstsiegel
Die Gemeinde verfügt über kein amtlich genehmigtes Hoheitszeichen, weder Wappen noch Flagge. Als Dienstsiegel wird das kleine Landessiegel mit dem Wappenbild des Landesteils Vorpommern geführt. Es zeigt einen aufgerichteten Greifen mit aufgeworfenem Schweif und der Umschrift „GEMEINDE BARTOW • LANDKREIS MECKLENBURGISCHE SEENPLATTE“.

## Sehenswürdigkeiten

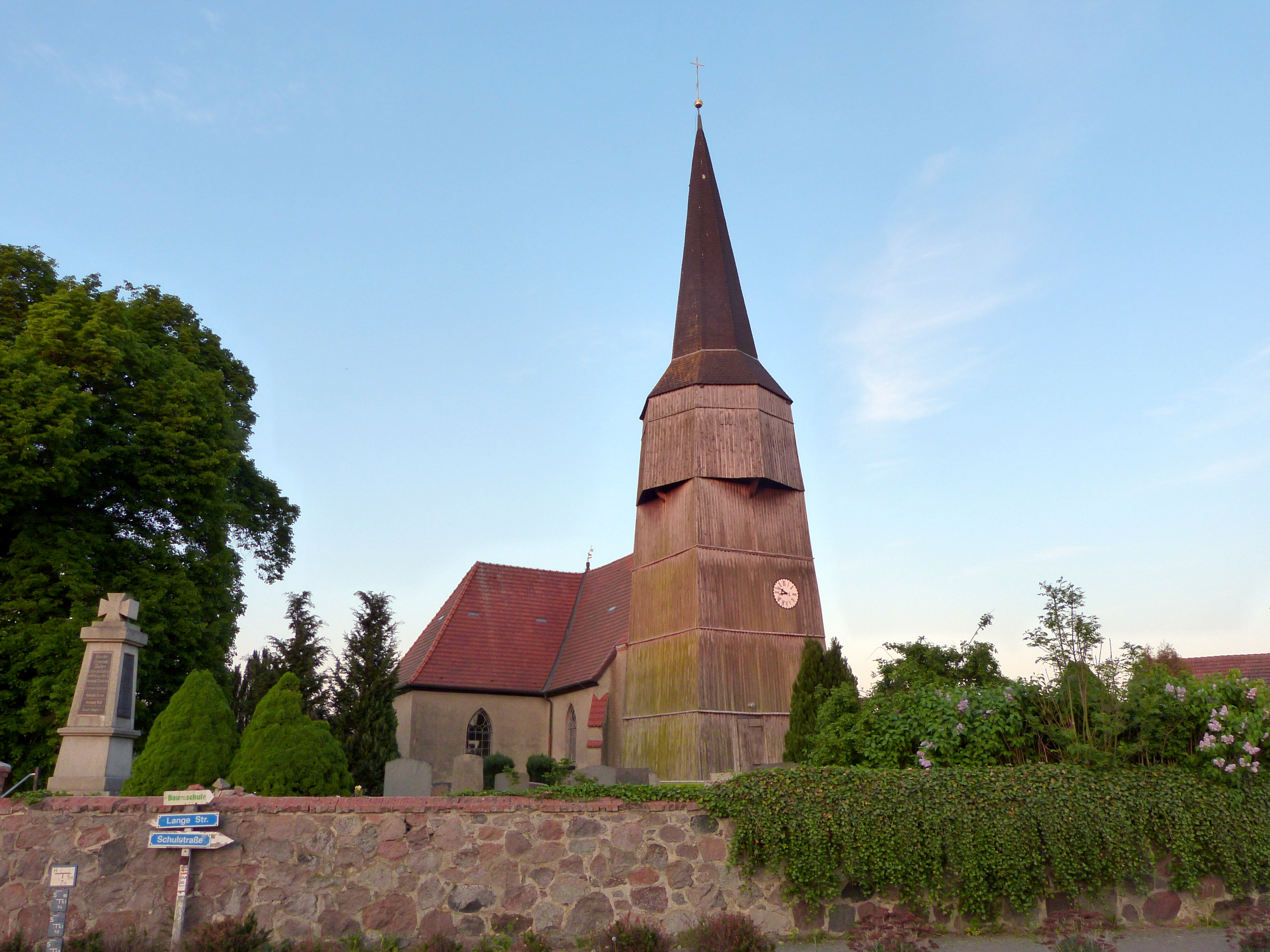
Kirche Bartow

- Spätgotische Kirche Bartow: Verputzte Feld- und Backsteinkirche aus dem 14./15. Jahrhundert mit verbrettertem Westturm vom 16. Jahrhundert; im 18. Jahrhundert erhielt die Kirche durch Anbauten ihre heutige Form.
- Kriegerdenkmal 1914/18 in Bartow als Obelisk
- Gutshaus in Pritzenow